# ケン・ペプロウスキー
ケン・ペプロウスキー（Ken Peplowski、1959年5月23日 - ）は、アメリカ・オハイオ州クリーヴランド出身の、主としてスイング・ジャズ分野で知られるクラリネット、テナー・サックス奏者。
トーンと技巧の点からしばしばベニー・グッドマンと比較される。10年以上にわたってコンコード・レコードのために録音したが、その後のアルバムはナーゲル＝ハイア・レコード・レーベル等からのものである。
1992年11月および1998年11月、富士通コンコード・ジャズ・フェスティバル、1995年5月、ワールド・グレイテスト・ジャズ・バンドでの、日本公演の実績もある。
2007年には、オレゴン州ユージーンにおいて、オレゴン・アメリカン・ミュージック・フェスティバルでのジャズ・アドバイザー、およびシェッド・ジャズ・パーティの音楽監督を務めた。
トランペット奏者コンテ・カンドリ等との共演がある。

## ディスコグラフィ

### リーダー・アルバム
- Double Exposure (1988年、Concord Jazz)
- 『ソニー・サイド』 - Sonny Side (1989年、Concord Jazz)
- 『ミスター・ジェントル・アンド・ミスター・クール』 - Mr. Gentle and Mr. Cool (1990年、Concord Jazz)
- Illuminations (1991年、Concord Jazz) ※ケン・ペプロウスキー・カルテット名義
- 『ザ・ナチュラル・タッチ』 - The Natural Touch (1992年、Concord Jazz)
- Steppin' with Peps (1993年、Concord Jazz)
- 『ブルー・ルーム』 - Ken Peplowski and Howard Alden (1993年、Concord Jazz) ※with ハワード・アルデン
- Live at Ambassador Auditorium (1994年、Concord Jazz)
- Encore (1995年、Concord Jazz) ※with ハワード・アルデン
- It's a Lonesome Old Town (1995年、Concord Jazz)
- The Other Portrait (1996年、Concord Concerto)
- Grenadilla (1998年、Concord Jazz)
- Last Swing of the Century (1999年、Concord Jazz)
- The Feeling of Jazz (1999年、Arbors) ※with トミー・ニューサム
- Lost In The Stars (2001年、Nagel-Heyer) ※ケン・ペプロウスキー・カルテット名義
- Just Friends (2002年、Nagel-Heyer) ※with ジョージ・マッソ
- Easy to Remember (2004年、Nagel-Heyer)
- 『メモリーズ・オブ・ユー』 - Memories Of You (2006年、Venus) ※ケン・ペプロウスキー・カルテット名義
- 『星に願いを』 - When You Wish Upon A Star (2007年、Venus) ※ケン・ペプロウスキー・カルテット名義。2枚組。「クラリネット編」「テナー・サックス編」と1枚ずつの再発あり
- Happy Together: Live at Birdland Volume One (2008年、Nagel-Heyer) ※with イェスパー・シロ
- Pow-Wow (2008年、Arbors) ※with Howard Alden
- 『ジプシー・ラメント』 - Gypsy Lamento (2008年、Venus) ※ケン・ペプロウスキー・ジプシー・ジャズ・バンド名義
- 『スターダスト』 - Stardust (2009年、Venus) ※with ニューヨーク・トリオ
- E Pluribus Duo (2009年、Victoria) ※with ディック・ハイマン
- Noir Blue (2010年、Capri)
- 『ライク・ア・ラバー』 - Like a Lover (2011年、Venus) ※with ニッキ・パロット
- In Search Of (2011年、Capri)
- Live at the Kitano (2013年、Victoria) ※with ディック・ハイマン
- Maybe September (2013年、Capri)
- The Clarinet Maestros (2015年、Merfangle) ※with ジュリアン・マーク・ストリングル、クレイグ・ミルヴァートン
- At the Watermill (2015年、Woodville) ※with アラン・バーンズ
- Enrapture (2016年、Capri)
- Duologue (2018年、Arbors) ※with エイドリアン・カニンガム
- Amizade (2019年、Arbors) ※with ディエゴ・フィゲイレド[2]
- 『小さな花』 - Petite Fluer (2019年、Venus) ※ケン・ペプロウスキー・カルテット名義